# Handa
Handa (半田市, Handa-shi) är en japansk stad i prefekturen Aichi på den centrala delen av ön Honshu. Staden Handa bildades 1 oktober 1937 genom att orterna Handa, Kamezaki and Narawa slogs ihop. Staden är belägen vid Chitaviken som ligger söder om Nagoya, och ingår i denna stads storstadsområde. 

## Näringsliv
Handa är känt för vinägertillverkning. Företaget Mizkan, som startade sin verksamhet 1804 och har sitt huvudkontor i Handa, tog fram en process att framställa vinäger ur biprodukter från sakeframställning.